# Xtreem Music
Xtreem Music – hiszpańska niezależna wytwórnia płytowa założona latem 2001 roku przez Dave’a Rottena, wokalistę zespołu Avulsed. Jej siedzibą jest Madryt. Xtreem Music specjalizuje się w death metalu, wydaje jednak także zespoły wykonujące black metal i thrash metal.
Xtreem Music jest trzecią wytwórnią Rottena: w latach 1990–1994 prowadził Drowned Productions, zaś w latach 1994–2002 Repulse Records. W Xtreem pracują również perkusista Avulsed – Riky oraz wokalista Wormed – Phlegeton.
Xtreem Music wydało albumy m.in. takich artystów jak: Demilich, Kataplexia, Demigod, Hour of Penance czy Paganizer, oraz serię kompilacji Spain Kills.

## Wybrani artyści
Lista zespołów opracowana na podstawie materiału źródłowego.

- Adramelech
- Avulsed
- Crying Blood
- Deathevokation
- Defacing
- Demigod
- Demilich
- Disgorge
- Godüs
- Gorezone
- Hallows Eye
- Hellwitch
- The Heretic
- Hour of Penance
- Human Mincer
- Kataplexia
- Kronos
- Lethal Aggression
- Masacre
- Misanthropic
- Morpheus Descends
- Necronomicon
- Paganizer
- Phlegethon
- Putrevore
- Revenant
- Rossomahaar
- Rottrevore
- The Sickening
- Verminous
- Vorkreist
- Winterwolf

## Wybrane wydawnictwa
Opracowano na podstawie materiału źródłowego.
| Rok wydania | Numer katalogowy | Zespół          | Tytuł                       |
| ----------- | ---------------- | --------------- | --------------------------- |
| 2002        | XM 001 CD        | Human Mincer    | Embryonized                 |
| 2002        | XM 003 CD        | Rossomahaar     | Quaerite Lux in Tenebris... |
| 2003        | XM 006 CD        | Paganizer       | Murder Death Kill           |
| 2005        | XM 029 CD        | Hour of Penance | Pageantry for Martyrs       |
| 2005        | XM 034 CD        | Vorkreist       | Sublimation XXIXA           |
| 2006        | XM 035 CD        | Demigod         | Slumber of Sullen Eyes      |
| 2006        | XM 037 CD2       | Avulsed         | Reanimations                |
| 2008        | XM 052 CD        | Kataplexia      | Supreme Authority           |
| 2009        | XM 060 CD/LP     | Demilich        | Nesphite                    |
| 2009        | XM 072 CD/LP     | Winterwolf      | Cycle of the Werewolf       |